# 스티브 지소와의 해저 생활
《스티브 지소와의 해저 생활》(영어: The Life Aquatic with Steve Zissou)은 2004년에 웨스 앤더슨이 공동 각본과 감독을 맡은 코미디 드라마 영화이다. 앤더슨 감독의 네 번째 장편 영화이며, 미국에서 2004년 크리스마스에 개봉했다. 앤더슨과 노아 바움백이 각본을 썼고, 로마, 나폴리, 폰차, 리비에라 부근에서 촬영하였다.
빌 머리가 동료를 먹어치운 "표범 상어"(Jaguar shark)에게 철저한 복수를 착수한 괴짜 해양학자 지수 역을 맡았다. 지수는 프랑스 출신의 다이빙 개척자 자크 쿠스토(1910-1997)의 패러디이자 오마주이며, 이 영화가 헌정된 인물이다. 그 외에 케이트 블란쳇, 윌럼 더포, 마이클 갬본, 제프 골드블룸, 앤젤리카 휴스턴, 오언 윌슨, 세우 조르지, 버드 코트 등이 출연하였다.

## 줄거리
해양학자 스티브 지수는 다큐멘터리 촬영 중 친구인 잠수부 에스테반 뒤플랑티에가 10 미터 길이의 발광성 점무늬 생물에게 삼켜지자 이를 "표범 상어"라고 명명하고 이 표범 상어에게 복수하는 과정을 새 작품으로 찍기로 한다.
그러나 지난 9년간 이렇다할 작품을 내놓지 못한 지수는 쉽게 투자자를 찾지 못한다. 지수를 친부라고 믿는 지수의 팬 네드는 최근 어머니가 사망하여 받게 된 유산을 선뜻 내놓고 비행사로 일하는 회사에 연차 휴가를 내고 팀에 합류한다.
팀 지수는 지수의 아내 엘리너의 전남편이자 지수의 대적인 잘 나가는 해양학자 앨리스터 헤너시에게서 추적 장치를 훔친 뒤 노후한 조사선 벨러폰테이를 타고 이동해나간다. 이들은 위험 해역을 항해하다가 필리핀인 해적들에게 네드의 돈을 뺏기고 빌 우벨이 납치되는데...

## 출연
팀 지수
- 빌 머리 - 스티브 지수, 미국인 해양학자 역
- 시모어 커셀 - 에스테반 뒤플랑티에, 잠수부 역
- 윌럼 더포 - 클라우스 다임러, 독일인 1등 항해사 역
- 와리스 알루왈리아 - 비크람 레이, 인도인 촬영 기사 역
- 닐스 코이즈미 - 보비 오가타, 잠수부 역
- 파벨 브도프차크 - 렌조 피에트로, 편집자, 음향 기술자 역
- 노아 테일러 - 블라디미어 울러다스키, 물리학자, 사운드트랙 작곡가 역
- 로빈 코언 - 앤마리 사코위츠, 비서 역
- 세우 조르지 - 펠레 두스산투스, 브라질인 안전 전문가 역
- 앤젤리카 휴스턴 - 엘리너 지수, 아내, 수석 전략가 및 재정 후원자 역
- 매슈 그레이 구블러 - 니코, 노스알래스카 대학교 인턴 역
- 오언 윌슨 - 에드워드 "네드" 플림프턴 / 킹즐리 지수 역

그 외
- 케이트 블란쳇 - 제인 윈즐릿리처드슨, 항해를 기록하는 임신한 기자 역
- 버드 코트 - 빌 우벨, 채권 회사에서 배정한 영화 제작 완공 보증인 역
- 마이클 갬본 - 오시어리 드래쿨리어스, 제작자 역
- 제프 골드블룸 - 앨리스터 헤너시 역
- 이저벨라 블로 - 앤토니아 쿡 역